# Tippingsjön
Tippingsjön är en sjö i Orsa kommun i Dalarna och ingår i Dalälvens huvudavrinningsområde. Sjön är 9,5 meter djup, har en yta på 0,175 kvadratkilometer och befinner sig 281,1 meter över havet.

## Delavrinningsområde
Tippingsjön ingår i det delavrinningsområde (681025-145567) som SMHI kallar för Utloppet av Finnsjön. Medelhöjden är 274 meter över havet och ytan är 5,62 kvadratkilometer. Räknas de 20 avrinningsområdena uppströms in blir den ackumulerade arean 105,55 kvadratkilometer. Finnsjöån som avvattnar avrinningsområdet har biflödesordning 3, vilket innebär att vattnet flödar genom totalt 3 vattendrag innan det når havet efter 403 kilometer. Avrinningsområdet består mestadels av skog (65 procent). Avrinningsområdet har 1,9 kvadratkilometer vattenytor vilket ger det en sjöprocent på 33,9 procent.